# Station Tamatsukuri
Station Tamatsukuri (玉造駅, Tamatsukuri-eki) is een spoorweg- en metrostation in de wijk Tennoji-ku, Osaka, Japan. Het wordt aangedaan door de Osaka-ringlijn en de Nagahori Tsurumi-ryokuchi-lijn. Het metrostation heeft nummer N19. Het ligt niet direct onder het treinstation maar bevindt zich verder naar het westen.

## Lijnen

### JR West
| 1 | ■Osaka-ringlijn | naar Kyōbashi en Osaka     |
| 2 | ■Osaka-ringlijn | naar Tsuruhashi en Tennoji |

### Nagahori Tsurumi-ryokuchi-lijn(stationsnummer N19)
| 1 | ■Nagahori Tsurumi-ryokuchi-lijn | Kyōbashi en Kadoma-Minami |
| 2 | ■Nagahori Tsurumi-ryokuchi-lijn | Shinsaibashi en Taishō    |

## Geschiedenis
Het station werd in 1895 gebouwd als eindstation van de Osaka-spoorlijn vanaf Tennoji, maar in datzelfde jaar werd de lijn verlengd naar Umeda. In 1932 werd het station verhoogd en in 1961 kwam het aan de Osaka-ringlijn te liggen. In 1970 werd het station voor de tweede keer verbouwd en in 1996 werd het metrostation geopend.

## Overig openbaar vervoer
Bussen 22, 85 en 85A

## Stationsomgeving

### Banken
- Reson-bank
- Mitsui-bank
- Mitsubishi Tokyo UFJ-bank

### Winkels
- Tsutaya
- Book Off

### Tempels en schrijnen
- Zenpukuji-tempel
- Sankojinja-schrijn

### Overig
- Hoofdkantoor van Kyocera-Mita
- Hoofdkantoor van Morishita Jintan
- Tamatsukuri-park
- Winkelpassage Tamatsukuri

Osaka · Fukushima · Noda · Nishikujo · Bentencho · Taisho · Ashiharabashi · Imamiya · Shin-Imamiya · Tennoji · Teradacho · Momodani · Tsuruhashi · Tamatsukuri · Morinomiya · Osakajo-koen · Kyobashi · Sakuranomiya · Temma · Osaka
Taishō · Dome-mae Chiyozaki · Nishi-Nagahori · Nishiōhashi · Shinsaibashi · Nagahoribashi · Matsuyamachi · Tanimachi Rokuchōme · Tamatsukuri · Morinomiya · Osaka Business Park · Kyōbashi · Gamō Yonchōme · Imafuku-Tsurumi · Yokozutsumi · Tsurumi-Ryokuchi · Kadoma-Minami